# Nuevo PSI
El Nuevo PSI o  Nuevo Partido Socialista Italiano (Nuovo PSI, NPSI) es un pequeño partido político italiano socialdemócrata y que pretende ser el sucesor del antiguo Partido Socialista Italiano, que fue disuelto tras es escándalo de corrupción de Manos Limpias. En la actualidad funciona como una o corriente interna del principal partido de centro-derecha de Italia, el Pueblo de la Libertad (PdL).
La mayoría de los miembros del partido son antiguos seguidores de Bettino Craxi, a quien a menudo presentan como una víctima de la persecución política, a pesar de las muchas condenas que recibió por cargos de corrupción. El partido ha sido un aliado de la coalición de centro-derecha la Casa de las Libertades la mayor parte de su historia, ya que el centro-izquierda fue dominado por los ex-comunistas, que eran los principales rivales de los socialistas.
El principal dirigente del partido ha sido Gianni De Michelis, quien sin embargo dejó el partido en 2007, siendo sustituido por Stefano Caldoro. En 2007, varios miembros su ala izquierda se incorporaron al Partido Socialista, mientras que lo que quedaba de la NPSI se fusionó con el PdL. Desde 2010, el líder del partido Caldoro ha sido Presidente de Campania por el PdL.

## Historia
El partido fue fundado en 2001 por la fusión del Partido Socialista de Gianni De Michelis, la Liga Socialista de Claudio Martelli y Bobo Craxi (hijo de Bettino Craxi) y algunos antiguos miembros de Socialistas Demócratas Italianos y el Partido Socialista Democrático Italiano.
En su congreso fundacional, el NPSI decidió entrar en la coalición de centro-derecha la Casa de las Libertades encabezada por el antiguo amigo de Bettino Craxi, Silvio Berlusconi. Esta decisión de no unirse a la coalición de centro-izquierda se basó en un resentimiento resultante del proceso Manos Limpias, que hizo que el viejo Partido Socialista Italiano se desintegrase mientras que el partido ex-comunista quedó intacto.
La Casa de las Libertades ganó la elecciones generales de 2001 y Berlusconi incluyó en su gobierno Stefano Caldoro como Ministro de Educación. En dichas elecciones, el NPSI obtuvo sólo 1,0% de los votos para la Cámara de Diputados y 3 diputados y 1 senador, elegidos gracias al apoyo de Forza Italia. Los diputados electos fueron Bobo Craxi, Vincenzo Milioto, Chiara Moroni y Franco Crinò. 
En las elecciones al Parlamento Europeo de 2004, el NPSI formó una alianza con pequeños movimientos y partidos socialdemócratas en la coalición Socialistas Unidos por Europa, obteniendo un 2,0% de los votos y dos eurodiputados, Gianni De Michelis y Alessandro Battilocchio. En Calabria la lista tuvo un 7,0% de votos, el mayor resultado de la historia del partido. Al partido le fue denegada la pertenencia al Grupo Socialista y los dos diputados del NPSI se integraron en el grupo de No inscritos. Con el tiempo se unió al Partido Socialista Europeo en octubre de 2007 como miembros del recién formado Partido Socialista Italiano. En las elecciones regionales de 2005 el NPSI se presentó dentro de la Casa de las Libertades. En Calabria, baluarte del partido, recibió un 5,4%; sin embargo, la Casa de las Libertades perdido 12 regiones de 14. 
En octubre de 2005 celebró un congreso nacional para deliberar la línea política que se celebrará el partido, en particular la política de coaliciones electorales. Durante el congreso, que se caracterizó por un clima tenso y varias controversias; Bobo Craxi apoyó una "unidad hacia la izquierda" dentro de L'Unione y la salida inmediata del gobierno Berlusconi, mientras que Gianni De Michelis pidió al Congreso retrasar tal decisión. Craxi fue elegido secretario, pero De Michelis no reconoció el congreso; poco después el Tribunal de Roma anuló el resultado. El sector de Bobo Craxi abandonó el partido inmediatamente después del veredicto del Tribunal, reorganizándose en Los Socialistas Italianos y uniéndose a La Unión. 
De Michelis, después de ganar la disputa legal por el símbolo y el liderazgo de la NPSI, llevó al partido a una alianza con Democracia Cristiana para las Autonomías (DCA) de Gianfranco Rotondi. La alianza DCA-NPSI sólo obtuvo un 0,7% de los votos para la Cámara de Diputados y el 0,6% para el Senado en las elecciones generales de 2006; pese a ello la alianza DCA-NPSI obtuvo seis diputados elegidos dentro de la Casa de las Libertades, de ellos 2 del NPSI. 
En junio de 2007 el partido se dividió entre los que querían participar en la fundación del Partido Socialista junto con Socialistas Demócratas Italianos de Enrico Boselli, Los Socialistas Italianos de Bobo Craxi y la Asociación por la Rosa en el Puño de Lanfranco Turci y que los querían mantener la coalición con la Casa de las Libertades. El primer grupo fue dirigido por Gianni De Michelis, el segundo por Stefano Caldoro.
De julio a octubre, el partido tuvo en realidad dos secretarios, elegidos en dos congresos separados: el 24 de junio Stefano Caldoro fue elegido secretario de la facción derechista del partido, mientras que el 7 de julio Mauro Del Bue reemplazó De Michelis como líder de los miembros del NPSI que querían participar en la fundación de un nuevo partido socialista, cuya primera reunión tuvo lugar el 14 de julio de 2007. Después de la separación, ambos grupos tenían un diputado: Mauro Del Bue para el NPSI-De Michelis y Lucio Barani para la NPSI-Caldoro.
En octubre, la facción liderada por Mauro Del Bue y Gianni De Michelis participó en la fundación del Partido Socialista junto con Boselli, Craxi, Turci y escindidos de Izquierda Democrática, mientras que el grupo de Caldoro conservó el nombre NPSI pero decidió cambiar de símbolo. Desde ese momento la NPSI sólo fue el liderado por Caldoro, quien anunció que su partido estaba interesado en formar parte de El Pueblo de la Libertad (PdL), junto con Forza Italia y Alianza Nacional.
Tras las elecciones generales de 2008 NPSI tiene dos diputados reelegidos en las listas del PdL. En marzo de 2009 el partido se fusionó con el PdL, pero ha conservado parte de su autonomía. En las elecciones regionales de 2010 de Campania Caldoro fue elegido Presidente regional.